# Leukémia (együttes)
A Leukémia magyar hardcore punk, hardcore metal együttes 1986-ban alakult Budapesten. Egyedi zenéjükkel a magyar underground színtér meghatározó zenekara voltak az 1990-es évek elején.

## Története

### Demós korszak (1986-1991)
Az együttest Füleki Sándor gitáros és Lakics Gábor dobos alapította. Rövid ideig Cila becenevű énekesük volt, akit a budapesti hardcore punk mozgalom egyik vezéralakja, Sotár, azaz Ferenczy Tibor váltott 1987-ben. Sotár ezzel párhuzamosan megalakította AMD nevű zenekarát is. Ebben az időben csatlakozott a Leukémiához Martiska Tamás basszusgitáros és egy második énekes, Harmath István "Hari". A koncertképessé vált felállás gyakran játszott külvárosi klubokban, főleg a kőbányai Mutterben. A csapat rögzített egy félórás demófelvételt 15 intenzív punk szerzeménnyel.
1989-re csak Füleki és Lakics maradt a zenekarban. Az új basszusgitáros Császár Dániel lett, az énekes pedig Sovák Gábor, alias Cséb. Ez a felállás 1990 májusában rögzítette a Leukémia első hivatalos demóját Apokalypsis címmel. A felvétel a Fekete Lyukban készült Gönczy Gábor segítségével,  és egy nagylemeznyi kísérletezős, a hardcore, punk és metál határán mozgó, technikás dalt tartalmazott. Július 22-én a Leukémia az AMD-vel együtt a Carcass, az Atrocity és a Pungent Stench előzenekara volt a Fekete Lyukban.
1991-re, a következő demó felvételeinek idejére új tagok kerültek az alapítók mellé: A Füleki-Lakics pároshoz Gulyás László énekes, Oltyán László gitáros és Jancsics Dávid basszusgitáros csatlakozott. Jancsics közreműködőként szerepelt a Kívül címet kapott anyagon, később a csapat stabil tagjává vált. A Leukémia zenéje ekkor már különleges keveréke volt a hardcore punknak és a metálnak, amit tördelt ritmusok, furcsa váltások és Gulyás elgondolkodtató, tartalmas dalszövegei tettek egyedivé.

### Trottel Records-évek (1992-1997)
Különleges zenéjük és a rengeteg koncert országosan ismertté tette az együttest. A Trottel Records úgy döntött, hogy kiadja a Leukémia első nagylemezét. A felvételek 1992 augusztusában zajlottak Pécsen, ám közben Gulyás László énekes kilépett a zenekarból. Ennek okán néhány dal, amely eredetileg szöveges volt, instrumentális formában került fel az albumra. A friss nóták mellett a Kívül demóról három számot újra feljátszottak a nagylemezhez. Az album a következő évben jelent meg Közel a fejhajlító-géphez címmel előbb kazettán, majd CD-n, és mára a műfaj hazai klasszikusává vált. Koncertezni is énekes nélkül volt kénytelen a Leukémia egy ideig. 1993 őszén adódott a lehetőség európai turnéra a Trottel zenekar társaságában, amikor is cseh, szlovák, német, lengyel, holland és francia közönség előtt is bemutatkozhatott a Leukémia. Belgiumban, Liege-ben az amerikai Neurosis előtt léptek fel. A turnéra az énekes posztját Holdampf Gábor vállalta el, aki hazaérkezésük után Fülekivel együtt kilépett a Leukémiából.
A trióvá alakult Leukémia folytatta a koncertezést, az énekesi feladatokat Oltyán László gitáros vállalta.  Első új daluk, a Labirintus, felkerült a magyar Metal Hammer magazin 1994 őszén megjelent Demonstráció című válogatás-kiadványára.  Közben folyamatosan íródtak a dalok egy következő nagylemezhez, amelyet aztán az érdi Stúdió 440-ben vettek fel. Az Üzenetek a törésvonalról című albumot 1995 nyarán adta ki a Trottel Records. Az első lemezhez hasonlóan a másodikra is újra felvettek két régebbi dalt a Kívül demóról.  
1997. augusztusában a Leukémia fellépett a Sziget-fesztiválon, két héttel később Egerben játszottak, majd a zenekar leállt nyolc évre. Szakmai, zenei körökben és a közönség szerint is a trió - Jancsics, Lakics, Oltyán - idején jutott zenei csúcsra az együttes. Oltyán László azonban már ki akart lépni a punk-hard-core-metál műfajából, ezért 1997-ben a Leukémia zenekar befejezte a koncertezést.  Oltyán és Jancsics hamarosan új társak után nézett és 1999 augusztusában beindították a Very Bad Things nevű formációt. Jancsics Dávid basszusgitáros ugyanebben az évben az ELTE szociológia szakán egyetemi tanulmányokba is kezdett.
2005 - Újrakezdés
2005. április 30-án a Kultiplexben lépett újra színpadra a Leukémia a Jancsics-Lakics-Oltyán alkotta utolsó aktív felállásában. Ebből aztán egy koncertsorozat lett különböző klub- és fesztiválfellépésekkel. 2006-ban Jancsics megszerezte a diplomáját az ELTE-n, majd az Egyesült Államokban folytatta tanulmányait. A Leukémia újabb nyolc évre hallgatásba merült.
A 2010-es években Oltyán László gitáros élesztette újra a Leukémia zenekart. Oltyánhoz csatlakozott Herczeg László gitáros, Gál Gergő dobos, valamint basszusgitárosként az egykori énekes Cséb, és Leukémia Apokalypsis néven kezdtek el koncertezni. Legnagyobb megmozdulásuk 2014 tavaszán, az újjáalakuló AMD-vel közös országos turné volt. A Leukémia Apokalypsis Oltyán vezetésével fennmaradt és változó felállással folytatta zenei tevékenységét, majd 2021 tavaszán Oltyán Lászlón kívül minden tag kivált a zenekarból, így a Leukémia együttes akkori formájában megszűnt.
2018 márciusában a Trottel Records újra kiadta az akkor éppen 25 éve megjelent Közel a fejhajlító-géphez albumot LP és CD formátumban.
2025 - Visszatér a legendás trió
2024 januárjában üstökösszerű visszatérést produkált a Jancsics-Lakics-Oltyán trió, köszönhetően annak hogy a már hosszú évek óta San Diegóban élő basszer, Jancsics Dávid elnyert egy féléves hazai ösztöndíjat, így az ő ötlete volt az újrakezdés. Guppi, azaz Lakics Gábor és Lacika, azaz Oltyán László egyhangú lelkesedéssel fogadták az ötletet, a zenekar mindösszesen 8 próba után adott egy teltházas reunion koncertet a Fogas Instantban - egy kissé "sikerült" is alábecsülniük a érdeklődést, több százan nem kaptak jegyet a 450 férőhelyes koncertterembe. 
A zenekar a közönség kitörő örömére előadta legendás számait, fergeteges koncertet adott, és mint időközben megbeszélték, végül is a reunion nem csupán egyetlen fellépésre korlátozódott -  a zenekar ismét összeállt, a testvéries triumvirátus pedig már a 2025 évi nyári fesztiválokra próbál.  

## Diszkográfia
Stúdióalbumok
- Közel a fejhajlító-géphez (1993)
- Üzenetek a törésvonalról (1995)

Demók
- Demo ’87
- Apokalypsis (1990)
- Kívül (1991)

## Tagok
Utolsó felállás
- Oltyán László – gitár (1991-1997, 2005), gitár-vokál (1994-1997, 2005-2006, 2014-2021)
- Jancsics Dávid – basszusgitár (1991-1997, 2005-2006)
- Lakics Gábor "Guppi" – dobok (1986-1997, 2005-2006)

Korábbi tagok
- "Cila" – ének (1986)
- Ferenczy Tibor "Sotár" – ének (1987-1989)
- Harmath István "Hari" – másodének, hörgés (1987)
- Sovák Gábor "Cséb" – ének (1989-1991)
- Martiska Tamás – basszusgitár (1987-1989)
- Császár Dániel – basszusgitár (1989-1991)
- Gulyás László – ének (1991-1992)
- Holdampf Gábor – ének (1993)
- Füleki Sándor – gitár (1986-1993)